# (32702) 2028 T-2
2028 T-2 (asteroide 32702) é um asteroide da cintura principal. Possui uma excentricidade de 0.06765090 e uma inclinação de 6.82440º.
Este asteroide foi descoberto no dia 29 de setembro de 1973 por Cornelis Johannes van Houten e Ingrid van Houten-Groeneveld e Tom Gehrels em Palomar.